# Kantershof
Het Kantershof is een subwijk in de Bijlmermeer in Amsterdam-Zuidoost. De wijk werd op 20 januari 1971 bij een raadsbesluit vernoemd naar een boerderij in Bunde in Limburg.
Deze laagbouwwijk, stedebouwkundig geheel afwijkend van de rest van de wijk, ligt aan de oostrand van de Bijlmermeer en kwam in de loop van de jaren zeventig, net als het Geerdinkhof, streng gescheiden van de hoogbouw tot stand, maar de woningen zijn kleiner en eenvoudiger van opzet dan het Geerdinkhof en ontworpen door Jan Sterenberg. De wijk is gelegen in het zuidoosten van de Bijlmermeer ten oosten van waar de 's-Gravendijkdreef afbuigt naar rechts en over gaat in de Karspeldreef. In het oosten grenst de wijk aan de Bijlmerweide en de Provincialeweg en in het noorden gescheiden door een parkje aan het Geerdinkhof
De wijk bestaat uit 601 eengezinswoningen en hebben twee of soms drie lagen, die toegankelijk zijn via de tuin. Het parkeren is geconcentreerd rond overdekte parkeerpleintjes met carports waar ieder huisnummer een eigen plek heeft. De woonstraten zijn aangelegd als woonerf en er is veel groen in de wijk aanwezig met waterpartijen en voetpaden. Alle  woningen in deze wijk hebben de straatnaam Kantershof en de huisnummering loopt tot 642 waarbij echter 31 huisnummers ontbreken omdat vroeger de nu verdwenen containerhokken een eigen huisnummer hadden evenals de verzamelplaats voor het grof vuil. Binnen de wijk is de huisnummering met bordjes aangegeven om onnodig dwalen te voorkomen en ook bestaat er een kleuraanduiding voor de verschillende gedeeltes van het Kantershof.
De wijk is vanaf de 's-Gravendijkdreef voor auto's toegankelijk met de Kantershofstraat en op de 's-Gravendijkdreef,  die sinds 1997 is verlaagd,  heeft bus 41 een halte en verbindt de wijk met het metrostation Kraaiennest en het winkelcentrum Kameleon.
Waar de rest van de Bijlmermeer de laatste 20 jaar, vanaf ongeveer het jaar 2000, voor een groot deel is vernieuwd is deze wijk nog steeds in zijn oorspronkelijke vorm.